# Стадион Кингспан
Стадион Кингспан, који се налази у Белфасту престоници Северне Ирске је рагби стадион и дом реномираног ирског тима Алстера. Ово је био један од рагби стадиона на коме су се играле утакмице светског првенства у рагбију 1991, и 1999. Финале Про 12 лиге 2015, одиграно је на овом стадиону, када су Глазгов вориорси постали први шкотски тим који је освојио ову лигу. Власник овог стадиона је рагби савез Ирске.